# Lasson (Calvados)
Lasson és un municipi francès situat al departament de Calvados i a la regió de Normandia. L'any 2007 tenia 565 habitants.

## Demografia

### Població
El 2007 la població de fet de Lasson era de 565 persones. Hi havia 195 famílies de les quals 30 eren unipersonals (11 homes vivint sols i 19 dones vivint soles), 49 parelles sense fills, 105 parelles amb fills i 11 famílies monoparentals amb fills.
La població ha evolucionat segons el següent gràfic:
Habitants censats

### Habitatges
El 2007 hi havia 207 habitatges, 199 eren l'habitatge principal de la família, 2 eren segones residències i 6 estaven desocupats. 203 eren cases i 2 eren apartaments. Dels 199 habitatges principals, 178 estaven ocupats pels seus propietaris, 18 estaven llogats i ocupats pels llogaters i 3 estaven cedits a títol gratuït; 2 tenien una cambra, 2 en tenien dues, 10 en tenien tres, 21 en tenien quatre i 164 en tenien cinc o més. 170 habitatges disposaven pel capbaix d'una plaça de pàrquing. A 52 habitatges hi havia un automòbil i a 143 n'hi havia dos o més.

### Piràmide de població
La piràmide de població per edats i sexe el 2009 era:
| Homes | Edats   | Dones |
| ----- | ------- | ----- |
| 0     | 95 o +  | 0     |
| 0     | 90 a 94 | 0     |
| 4     | 85 a 89 | 4     |
| 0     | 80 a 84 | 8     |
| 0     | 75 a 79 | 0     |
| 0     | 70 a 74 | 0     |
| 12    | 65 a 69 | 8     |
| 12    | 60 a 64 | 4     |
| 16    | 55 a 59 | 8     |
| 36    | 50 a 54 | 24    |
| 24    | 45 a 49 | 12    |
| 20    | 40 a 44 | 40    |
| 32    | 35 a 39 | 24    |
| 4     | 30 a 34 | 12    |
| 8     | 25 a 29 | 8     |
| 12    | 20 a 24 | 16    |
| 32    | 15 a 19 | 20    |
| 32    | 10 a 14 | 16    |
| 20    | 5 a 9   | 16    |
| 8     | 0 a 4   | 20    |

## Economia
El 2007 la població en edat de treballar era de 397 persones, 291 eren actives i 106 eren inactives. De les 291 persones actives 274 estaven ocupades (144 homes i 130 dones) i 17 estaven aturades (9 homes i 8 dones). De les 106 persones inactives 41 estaven jubilades, 50 estaven estudiant i 15 estaven classificades com a «altres inactius».

### Ingressos
El 2009 a Lasson hi havia 207 unitats fiscals que integraven 619,5 persones, la mediana anual d'ingressos fiscals per persona era de 21.743 €.

### Activitats econòmiques
Dels 12 establiments que hi havia el 2007, 5 eren d'empreses de construcció, 1 d'una empresa financera, 4 d'empreses de serveis, 1 d'una entitat de l'administració pública i 1 d'una empresa classificada com a «altres activitats de serveis».
Dels 4 establiments de servei als particulars que hi havia el 2009, 2 eren paletes, 1 guixaire pintor i 1 empresa de construcció.
L'any 2000 a Lasson hi havia 11 explotacions agrícoles que ocupaven un total de 546 hectàrees.

## Poblacions més properes
El següent diagrama mostra les poblacions més properes.